# Prix Jean-Pierre-Lecocq
Le prix Jean-Pierre-Lecocq est un prix biennal de l'Académie des sciences française, composé de deux prix d'un montant de 30 000 € chacun, dans le domaine de la biologie moléculaire et de ses applications.

## Historique
Le prix est créé en 1992 ; il devient un « grand prix » en 1996. Le prix prend le nom du chimiste et biologiste Jean-Pierre Lecocq, mort en 1992 dans l'accident du vol 148 d'Air Inter au mont Sainte-Odile. Deux prix biennaux sont décernés : l'un dans le domaine des sciences fondamentales et l'autre dans le domaine des sciences appliquées, dans le domaine de la biologie moléculaire et de ses applications. Chacun des prix est destiné à récompenser une personnalité ou une équipe de recherche ayant effectué des travaux importants dans le domaine de la biologie moléculaire et de ses applications. Les récipiendaires doivent être âgés au plus de 55 ans. Les lauréats peuvent travailler en France ou à l’étranger, mais le prix est attribué au moins une année sur deux à une personnalité travaillant en France.

## Liste des récipiendaires du prix
- 1994 : Lap-Chee Tsui et Francis Collins
- 1995 : Staffan Normark
- 1997 : Jean-Claude Weill et Claude-Agnès Reynaud
- 1999 : Judith Melki et Arnold Munnich
- 2001 : Stewart Cole et Camille Locht
- 2002 : Gregory P. Winter et Michael S. Neuberger
- 2004 : Marina Cavazzana-Calvo et Pierre Charneau
- 2006 : Didier Mazel
- 2008 : Lucienne Chatenoud
- 2012 : Catherine Dargemont et Artur Scherf
- 2014 : Emmanuelle Charpentier et Pascal Barbry
- 2016 : Claire Rougeulle et Didier Ménard
- 2018 : Anne Houdusse et Guillaume Canaud
- 2020 : Philippe Pasero et François-Xavier Weill[2].